# Leucania fuscolimbata
Leucania fuscolimbata är en fjärilsart som beskrevs av Barend J. Lempke 1964. Leucania fuscolimbata ingår i släktet Leucania och familjen nattflyn. Inga underarter finns listade i Catalogue of Life.